# Bolborhinum trilobulicorne
Bolborhinum trilobulicorne is een keversoort uit de familie cognackevers (Bolboceratidae). De wetenschappelijke naam van de soort werd in 2008 gepubliceerd door Mondaca & Smith.